# Malcolm Jameson
Malcolm Routh Jameson (geboren am 21. Dezember 1891 in Waco, Texas; gestorben am 16. April 1945 in New York City) war ein amerikanischer Science-Fiction-Autor.

## Leben
Jameson diente von 1916 bis 1927 als Offizier in der US Navy und war danach mit Munitionsentwicklung beschäftigt.
Seine Laufbahn als Schriftsteller begann erst, als eine Krebserkrankung ihn zwang, seinen Beruf aufzugeben. 1938 erschien eine erste Erzählung in dem Pulp-Magazin Astounding. Obwohl seine gesundheitliche Situation in den folgenden Jahren schlecht war, erwies sich Jameson als sehr produktiver Autor, der bis zu seinem Tod 1945 über 70 Kurzgeschichten und einen Roman veröffentlichte. Zwei weitere Romane erschienen postum.
Zu nennen ist die Kurzgeschichtenserie um Bullard, Offizier der interplanetaren Space Patrol, in der Jameson seine Erfahrungen als Marineoffizier einfließen ließ, die Erzählung Doubled and Redoubled, in der eine Zeitschleife eine Rolle spielt, und der Roman Atomic Bomb (1945, zuvor als The Giant Atom publiziert), über eine Atombombenexplosion.
Seine Erzählung Blind Alley (1943) war Grundlage der Folge Of Late I think of Cliffordville (deutsch Ein teuflischer Neustart) der Fernsehserie Twilight Zone.

## Bibliographie
Bullard-Serie (Kurzgeschichten)
- Admiral’s Inspection (1940)
- White Mutiny (1940)
- Blockade Runner (1941)
- Slacker’s Paradise (1941)
- Devil’s Powder (1941)
- Bullard Reflects (1941)
- Brimstone Bill (1942)
- The Bureaucrat (1944)
- Orders (1945)
- Bullard of the Space Patrol (1951, Sammlung)
- Bullard: Tales of the Patrol (2013, Sammlung)

Anachron (Kurzgeschichten)
- Anachron, Inc. (1942)
- Barrius, Imp (1943)
- When Is When? (1943)

Probability Zero (Kurzgeschichten)
- Pig Trap (1942)
- Eureka! (1942)
- Probability Zero! (1942, mit  Hal Clement,  Harry Warner, Jr., Dennis Tucker und P. Schuyler Miller)
- Efficiency (1943, als Colin Keith)
- Downfall (1943)
- The Vacuumulator (1944)

Romane
- Quicksands of Youthwardness (1940)
- Atomic Bomb (1945)
- Tarnished Utopia (1956)

Sammlungen
- The Best of Malcolm Jameson
  - 1 Chariots of San Fernando and Other Stories (2011, Sammlung)
  - 2 The Alien Envoy and Other Stories (2012, Sammlung)
- The Giant Atom (2013)
- Blind Man’s Buff and Other Stories (2013)
- Anachron, Inc. and Other Stories (2013)
- The Fantastic Worlds of Malcolm Jameson (2013)

Kurzgeschichten
- Eviction by Isotherm (1938)
- “Seaward!” (1938)
- Mill of the Gods (1939)
- Children of the “Betsy B” (1939)
- Catalyst Poison (1939)
- A Question of Salvage (1939)
- Einstein in Reverse (1940)
- Philtered Power (1940)
- Train for Flushing (1940)
- Joshua’s Battering Ram (1940)
- The Monster Out of Space (1940)
- Murder in the Time World (1940)
- Prospectors of Space (1940)
- 4½ B, Eros (1941)
- Doubled and Redoubled (1941)
- Dead End (1941)
- The Man Who Loved Planks (1941)
- Not According to Dante (1941)
  - Deutsch: Ohne Dante zur Hölle. In: Kurt Singer (Hrsg.): Satansbraten à la carte. Pabel (Vampir Taschenbuch #59), 1978.
- Even the Angels (1941)
- You Can’t Win (1941)
- The Sorcerer’s Apprentice (1941, als Colin Keith)
- Time Column (1941)
- Soup King (1942, als Colin Keith)
- In His Own Image (1942)
- The Superfluous Phantom (1942)
- “If You’re Smart—” (1942, als Colin Keith)
- Vengeance in Her Bones (1942)
- The Old Ones Hear (1942)
- Fighters Never Quit (1942)
- Land of the Burning Sea (1942)
- Stellar Showboat (1942)
- Wreckers of the Star Patrol (1942)
- Pride (1942)
- The Goddesses Legacy (1942)
- Sand (1942, als Colin Keith)
- Taa the Terrible (1942)
- Lotus Juice (1943)
- The Giftie Gien (1943)
- Blind Alley (1943, auch als Of Late I think of Cliffordville, 2010)
- Heaven Is What You Make It (1943)
- The Giant Atom (1943)
- The Leech (1944)
- The Anarch (1944)
- Hobo God (1944)
- Blind Man’s Buff (1944)
- Alien Envoy (1944)
- Tricky Tonnage (1944)
- Lilies of Life (1945, auch als Planet of Doom)
- Brains for Bricks (1945)
- Death by Proxy (1945)
- Chariots of San Fernando (1946)